# Electric Boogiemen
Electric Boogiemen, auch Electric Boogie Men, ist das Pseudonym eines niederländischen Pop-Acts und One-Hit-Wonders.
1983 erreichte der R&B-beeinflusste Popsong Breakdancing Chartnotierungen in Deutschland. Geschrieben und arrangiert wurde das Lied vom Niederländer Piet Souer, produziert von seinem Landsmann Hans van Hemert. Zur Hoch-Zeit des Breakdance galt und gilt der Song auch heute noch zu den Breakdance-Klassikern. 
Ein Jahr später wurde vom gleichen Team unter dem leicht verkürzten Künstlernamen Boogiemen der Titel Line Up (Dance Into Something Good) veröffentlicht, der allerdings hinter den Erwartungen zurückblieb und floppte. Weitere Singles kamen nicht in den Handel.

## Diskografie
Singles
- 1983: Breakdancing (als Electric Boogiemen) (Family Records)
- 1984: Line Up (Dance into Something Good) (als Boogiemen) (Family Records)